# Łupoława (stacja kolejowa)
Łupoława (biał. Лупалава; ros. Луполово) – stacja kolejowa w miejscowości Mohylew, w obwodzie mohylewskim, na Białorusi. Leży na linii Osipowicze - Mohylew - Krzyczew.
Od stacji odchodzą liczne bocznice do okolicznych fabryk.